# 山口恵 (俳優)
山口 恵（やまぐち さとし、1983年4月7日 - ）は、日本の男性俳優、声優。愛媛県出身。

## 来歴
俳協ボイスアクターズスタジオ35期生。2010年から東京俳優生活協同組合所属。

## 人物
声種はバリトン。
特技はギター、水泳、バスケットボール。趣味はスポーツ、音楽鑑賞、映画鑑賞、バイクツーリング、読書（時代小説）。免許・資格は普通自動車免許、自動二輪中型免許。

## 出演

### テレビアニメ
2012年
- アイカツ!（2012年 - 2013年、客、監督）

2014年
- クロスアンジュ 天使と竜の輪舞（検疫官）
- 残響のテロル（加藤）
- 少年ハリウッド -HOLLY STAGE FOR 49-（堀孔太）
- スペース☆ダンディ（村人たち）
- ソウルイーターノット!（プール員）
- 戦国BASARA Judge End（北条兵、伊達兵、野盗）
- 魔法科高校の劣等生（ブランシュ構成員）
- 名探偵コナン（2014年 - 2024年、刑事、強盗犯）

2015年
- 銀魂゜（大魔王きよし、夜兎、友之助）

2017年
- いぬやしき（ヤンキー、ヤクザ）

2021年
- SHAMAN KING（2021年 - 2022年、マグナ）

2022年
- 僕のヒーローアカデミア（2022年 - 2024年、BROWN幹部、アグパー司令） - 2シリーズ
- チェンソーマン（幹部C、幹部）

2023年
- ノケモノたちの夜（ルーサーの父）
- 葬送のフリーレン（城代）
- ドラえもん（テレビ朝日版第2期）（2023年 - 2025年、千葉県一、おじいちゃん、誘導員）

2024年
- 転生貴族、鑑定スキルで成り上がる（荒くれ、荒くれA、店主）
- 魔王軍最強の魔術師は人間だった（海賊A、兵士G）

### 劇場アニメ
- 攻殻機動隊 新劇場版（2015年、電脳技師役 他）
- すずめの戸締まり（2022年）
- らくだい魔女 フウカと闇の魔女（2023年、闇の声）

### Webアニメ
- ムーンライズ（2025年、ドゥアン[7]）

### ゲーム
- Solomon's Ring 風の章（2013年、ひったくり犯）
- 幻獣契約クリプトラクト（2015年、ジュノー 他）
- 式神物語〜中二病JK、世界を救う〜（2016年、輪入道）
- 逆転オセロニア（2016年、牙刀）
- キャプテン翼 〜たたかえドリームチーム〜（2017年、ドールマン、グランデ[8]）
- 蒼藍の誓い ブルーオース（2019年）
- ドラガリアロスト（2020年、トール）
- ドラゴンネストR（2020年、ワンプー 他）
- クイズRPG 魔法使いと黒猫のウィズ（2021年、ミヒャエル・モア 他）
- モンスターストライク（2021年 - 2025年、ハリケーン[9]、グラトニール[10]、スペラール[11]、オーポレン[12]）
- 原神（2022年、アビスの詠唱者・淵炎、久利須、雲おじ、天目十五役 他）
- 信長の野望 出陣（2023年 - 、九戸政実、真田昌幸、北条綱成[13]）
- ロマンシング サガ2 リベンジオブザセブン（2024年、大神官、ナレーション）

### 吹き替え

#### 映画（吹き替え）
- エニシング・イズ・ポッシブル
- クライム・ゲーム（ダグ・ジョーンズ〈ブレンダン・フレイザー〉）
- コンティニュー（ブレット〈ウィル・サッソ〉）
- ザ・アウトロー（トニー・Z・ザパタ〈カイウィ・ライマン＝マーズロー〉）
- サイレント・ナイト（サンドラ〈ソープ・ディリス〉[14]）
- スターは駐車係に恋をする（スティグマン）
- ナイト・オブ・ザ・リビングデッド（軍人 他）
- 武道実務官
- プロジェクト・サイレンス[15]
- モンキーマン（ラナ〈シカンダル・ケール〉[16]）
- ライオン・キング:ムファサ[17]
- ライド・オン（デビッド〈シー・シンユー〉[18]）
- ワイルド・スピード（ハリー〈ヴィト・ルギニス〉[19]）※ザ・シネマ版

#### ドラマ
- アメリカン・クライム・ストーリー シーズン3
- イタズラなKiss〜Miss In Kiss（向東流 / シャン・ドンリウ〈ホンジュラス〉）
- ヴァイキング 〜ヴァルハラ〜（ケント伯 他）
- ウルフ教授の科学捜査ファイル
- GIRLS/ガールズ
- キミと僕の警察学校
- クイーン・オブ・ザ・サウス 〜女王への階段〜 シーズン5（マカフィー 他）
- サーヴァント ターナー家の子守
- 三国志〜趙雲伝〜（夏侯傑 他）
- 私立探偵マグナム シーズン3（マツイ 他）
- DEBRIS / デブリ（ベック）
- TOP DOG -勝者の階段-（ヤコブ）
- にわかパパと娘の夏休み（ギル）
- ブラック・バード（ボーモント）
- 4400 未知からの生還者（オーティス）
- マーベラス・ミセス・メイゼル  シーズン4（ケン・ブルーニー 他）
- MACGYVER/マクガイバー シーズン5
- Life 真実へのパズル（ジョン・フラワーズ）

#### アニメ
- エリオット・フロム・アース（お喋りガエル 他）
- 野生の島のロズ[20]

### テレビドラマ
- HERO
- 64

### 映画
- 糸（2020年）

### ナレーション
- 隕石家族（PRナレーション）
- 神さまの言うとおり弐 福士蒼汰&山崎紘葉のローマ初めてツアー
- 亀田大毅に勝ったらお年玉1000万円（コーナーナレーション）
- ＃コールドゲーム（PRナレーション）
- 最高のオバハン（PRナレーション）
- 節約ロック（PRナレーション）
- 大学キングダム
- デス・レース2
- テレビ千鳥（コーナーナレーション）
- 那須川天心 VS 亀田興毅 1000万円シリーズマッチ（コーナーナレーション）
- 橋下×羽鳥の新番組（仮）
- ものまねグランプリ（コーナーナレーション）
- ラストアイドル（レギュラーナレーション）
- ロンドンハーツ（コーナーナレーション）

### ボイスオーバー
- 映っちゃった映像GP
- AI隆盛〜人工知能が作る未来〜
- 仰天!運び屋 vs 取締屋 in 全米エアポート2
- サキどり↑
- ザ・プロファイラー 〜夢と野望の人生〜
- 真相報道 バンキシャ!
- 世界で一番美しい瞬間
- 特捜X 実録映像コップ
- 夢のラグジュアリートラベル

### その他コンテンツ
- 東京ばな奈 キットカットで「見ぃつけたっ」 web動画（くまさん）

### シリーズ一覧
1. ↑  第6期（2022年）、第7期（2024年）